# Zeiraphera
Genre
Zeiraphera est un genre d'insectes lépidoptères (papillons) de la famille des Tortricidae, qui font partie des « tordeuses ». Ce genre a été décrit pour la première fois en 1829 par l'entomologiste allemand Georg Friedrich Treitschke (1776-1842).

## Liste d'espèces
Selon BioLib (30 mars 2017) :
- Zeiraphera griseana (Hübner, 1799)
- Zeiraphera isertana (Fabricius, 1794)
- Zeiraphera ratzeburgiana (Saxesen, 1840)
- Zeiraphera rufimitrana (Herrich-Schäffer, 1851)

Selon NCBI (30 mars 2017) :
- Zeiraphera canadensis
- Zeiraphera diniana
- Zeiraphera fortunana
- Zeiraphera griseana
- Zeiraphera improbana
- Zeiraphera isertana
- Zeiraphera ratzeburgiana
- Zeiraphera rufimitrana
- Zeiraphera vancouverana

Selon Catalogue of Life (30 mars 2017) :
- Zeiraphera atra Falkovich, 1965
- Zeiraphera bicolora Kawabe, 1976
- Zeiraphera caeruleumana Kawabe, 1980
- Zeiraphera canadensis Mutuura & Freeman, 1966
- Zeiraphera corpulentana Kennel, 1901
- Zeiraphera diniana Guenée, 1845
- Zeiraphera fulvomixtana Kawabe, 1974
- Zeiraphera gansuensis Liu & Nasu, 1993
- Zeiraphera hesperiana Mutuura & Freeman, 1966
- Zeiraphera hiroshii Kawabe, 1980
- Zeiraphera hohuanshana Kawabe, 1986
- Zeiraphera isertana Fabricius, 1794
- Zeiraphera lariciana Kawabe, 1980
- Zeiraphera luciferana Kawabe, 1980
- Zeiraphera nigra Kawabe, 1995
- Zeiraphera pacifica Freeman, 1966
- Zeiraphera ratzeburgiana Saxesen
- Zeiraphera rufimitrana Herrich-Schäffer
- Zeiraphera shimekii Kawabe, 1974
- Zeiraphera smaragdina Razowski, 1963
- Zeiraphera suzukii Oku, 1968
- Zeiraphera taiwana Kawabe, 1986
- Zeiraphera thymelopa Meyrick, 1938
- Zeiraphera truncata Oku, 1968
- Zeiraphera virinea Falkovich, 1965